# Lanhélin
Lanhélin [lɑ̃.elɛ̃] est une ancienne commune française située dans le département d'Ille-et-Vilaine en région Bretagne, peuplée de 993 habitants.

## Géographie

### Situation
Le territoire de Lanhélin s’étend sur 643 hectares et se développe en un paysage vallonné. 
|                                         | Bonnemain |  |
| Saint-Pierre-de-Plesguen (Mesnil-Roc'h) | Lanhélin  |  |
|                                         | Meillac   |  |

### Climat
La commune est sous l'influence d'un climat de type océanique (tempéré maritime), avec en conséquence : des températures modérées dues au rôle de régulateur thermique que joue l'océan (températures minimales moyennes supérieures à 5 °C, températures maximales moyennes annuelles supérieures à 19 °C avec des températures moyennes annuelles supérieures à 11,5 °C) ; des précipitations annuelles moyennes, supérieures à 1 000 mm, dues à la limite de l'influence marine. 

### Cadre géologique

Carte géologique du Massif armoricain, avec au nord-est le batholite mancellien et ses nombreux plutons de granite cadomien (Bécherel, Louvigné, Vire, Avranches …). Ce batholite dessine une ellipse de 150 km (d'Alençon à la Rance) sur 90 km (de Vitré à Vire). Par souci de clarté, toutes les auréoles de métamorphisme ne sont pas représentées.

Géomorphologiquement, Lanhélin est localisée dans le domaine nord armoricain (domaine qui se suit depuis la baie de Morlaix dans le Trégor jusqu'au Cotentin et se poursuit sous le bassin parisien), une des trois unités majeures du Massif armoricain, vieux socle granitique qui est le résultat de trois chaînes de montagne successives dont il porte les traces. Le site géologique de Lanhélin se situe plus précisément sur un massif granitique cadomien, pluton limité au sud et au nord par un bassin sédimentaire essentiellement briovérien qui forme actuellement une bonne partie du socle de la Bretagne septentrionale dans les bas plateaux du Léon, du Trégor, du Penthièvre et de la Mancellia. Ce massif de Lanhélin-Bonnemain fait partie d'un ensemble plus vaste, le batholite mancellien,, qui est le témoin le plus occidental des plutons mancelliens. Le territoire lanhélois est ainsi constitué d'un plateau vallonné de 80 mètres d'altitude moyenne, correspondant au massif granitique occidental (allongé est-ouest, il est entrecoupé d'alluvions tourbeuses qui occupent les fonds de vallée) qui représente un des apex affleurants du batholite mancellien, et au Nord et au Sud, d'un plateau de 60 mètres d'altitude moyenne, correspondant à ce bassin sédimentaire caractérisé par de basses collines et des reliefs peu accentués,. 
L'histoire géologique de la région est marquée par la chaîne dite « cadomienne » (du nom latin de Caen, Cadomus) mise en place entre 620 et 540 millions d'années au Nord de la Bretagne qui appartenait alors à une marge continentale active. Cette chaîne montagneuse, qui devait culminer à environ 4 000 m, résulte d'une collision continentale suivie d'une période de subduction océanique. La fin de l'histoire cadomienne est marquée par le dépôt d'une épaisse série sédimentaire conséquence de l'érosion rapide de cette chaîne cadomienne. Au Précambrien supérieur, les métasédiments briovériens environnants (grès, schistes, micaschistes) sont fortement déformés, plissés et métamorphisés par le cycle cadomien. Pour clôturer le tout, se mettent en place des granites qui scellent à 540 millions d'années la fin de la déformation du domaine nord-armoricain. Ces massifs granitiques (batholite côtier nord-trégorrois, granite de Saint-Brieuc, immense batholite mancellien formé de nombreux plutons granitiques) sont produits par le surépaississement crustal. Ces intrusions vers 540 millions d'années, de magmas granitiques issus du vaste batholite mancellien, développent un métamorphisme de contact : le refroidissement des masses granitiques à des températures de l'ordre de 700 °C et à des profondeurs de l'ordre de 4 km dans l'écorce terrestre, font que les schistes briovériens, tendres et friables, sont transformés par « cuisson », variable selon la distance du massif granitique : intense et forte à proximité, cette cuisson donne les cornéennes, roches dures et compactes ; moindre et atténuée à quelques kilomètres du massif, elle donne des schistes tachetés (d'où une double auréole de cornéennes et de schistes tachetés dans le bassin sédimentaire). Ce thermométamorphisme développé par l'intrusion du granite a ainsi provoqué la cristallisation de minéraux nouveaux (biotite, andalousite), soulignant l'ancien litage sédimentaire. Ces deux roches magmatique (granite) et métamorphique (cornéenne, schiste tacheté) affleurent à la suite de longs processus d'érosion qui ont aplani les reliefs anciens,. Le vaste développement des roches thermométamorphiques montre que ce granite présente un « toit » plus ou moins parallèle à la surface topographique actuelle. Il est d'ailleurs probable que le massif de Bécherel et de Dingé se relient en profondeur à celui de Lanhélin.

L'arénisation de ce granite a vraisemblablement débuté au Pliocène, sous l'action de climats tempérés chauds et humides, et se poursuit encore actuellement mais sous forme atténuée. L'altération a également transformé les roches métasédimentaires en formations argilo-sableuses. Enfin, au Plio-quaternaire, les roches du substratum sont localement recouvertes par des dépôts récents issus de l’action du vent (lœss, limons sur les coteaux pouvant atteindre une épaisseurs de 8 m par endroits), de mouvements et transports sur les versants (colluvions), et des cours d'eau (alluvions). 
Pétrographiquement, le granite de Lanhélin représente une granodiorite quartzique à texture isogranulaire, au grain moyen (minéraux de quartz, feldspaths et mica noir de 2 à 3 millimètres) ; le géologue y observe quelques petites enclaves qui fournissent de bons arguments concernant la pétrogenèse des magmas granitiques. C'est le microcline perthitique qui donne la teinte bleue accusée de cette roche, déterminée par les impuretés dans ce feldspath liées à la présence de plomb. La région est traversée par un champ filonien de dolérites qui ont emprunté quelques fractures et forment un véritable réseau de drainage en conduisant les eaux souterraines vers le nord et en les restituant à travers un grand nombre de sources. L'altération de ces filons puissants « donne un aspect de pain d'épice à la roche ; le cœur de certaines « boules résiduelles » est peu altéré et la dolérite apparaît alors avec sa teinte vert-bleuté ».
Économiquement, l'exploitation de la principale roche locale a donné lieu à l'existence de nombreuses carrières qui extraient ce granite à la renommée internationale, réputé pour sa sombre tonalité bleutée, renforcée par l'excellence du poli. Les utilisations de ce granite, anciennes, prolongées et toujours intenses, sont principalement : l'art funéraire (tombe, monument aux morts), pierre de taille pour édifices religieux, l'habitat, les ouvrages défensifs, les travaux publics (viaduc routier de Dinan, quais), les aménagements urbains (fontaines, dallages, bordures et entourages d'arbres, Opéra Bastille…), les monuments commémoratifs, etc.
Touristiquement, les principaux aspects de la géologie du Nord de Rennes peuvent être abordés au cours de promenades géologiques qui permettent d'observer sur un espace réduit du territoire bécherellais, des roches d'âge et de nature différents, témoins de phénomènes géologiques d'ampleur (magmatisme, tectogenèse, métamorphisme, érosion…).

## Toponymie
Le nom de la localité est mentionné sous les formes Lanhelon et Lanhelen au XIIe siècle, Lanhelen en 1513.
Lanhélin est un nom d'origine bretonne, lann, « ermitage », et de l'hagionyme Helen, en référence à Sainte Hélène.
Le gentilé est Lanhélinois.

## Histoire
La paroisse de Lanhélin faisait partie du doyenné de Dol relevant de l'évêché de Dol et était sous le vocable de saint André.

### Antiquité et Moyen Âge
Quelques vestiges de l'époque gallo-romaine ont été identifiés près de Lanhélin.
Une statue de pierre dénommée la Chimère a été retrouvée dans un champ à Cuguen. Elle représente le corps d'un animal fantastique qui devait être à l'entrée de la chevronnière d'un établissement religieux. Cette statue est encore visible au Jardin de Granit.

### Époque contemporaine
Le 1er janvier 2019, elle fusionne avec Saint-Pierre-de-Plesguen et Tressé pour constituer la commune nouvelle de Mesnil-Roc'h dont la création est actée par un arrêté préfectoral du 11 décembre 2018.

## Politique et administration

### Liste des maires
| Période                                  | Période               | Identité                   | Étiquette | Qualité                                                             |
| ---------------------------------------- | --------------------- | -------------------------- | --------- | ------------------------------------------------------------------- |
| 1919                                     | octobre 1942 (décès)  | Pierre Herbert (1879-1942) |           |                                                                     |
| Les données manquantes sont à compléter. |                       |                            |           |                                                                     |
| ca. 1950                                 | mai 1964 (décès)      | René Hignard               |           | Maître carrier                                                      |
| 1964                                     | avril 1970 (décès)    | Louis Bourgain             |           | Commissaire général de la Marine, docteur en droit et ès lettres    |
| mai 1970                                 | mars 1983             | Alfred Gallais (1920-1999) |           | Chef d'entreprise de granit Chevalier des Palmes académiques (1976) |
| mars 1983                                | juin 1999             | Paul Hignard (1933-2015)   |           | Patron des carrières Hignard                                        |
| juin 1999                                | mars 2008             | Bernard Verdon             | UMP       | Commerçant, créateur de Cobac Parc                                  |
| mars 2008                                | décembre 2013 (décès) | Ginette Hamon              |           | Boulangère retraitée                                                |
| décembre 2013                            | mars 2014             | Pierrick Gautrais          |           | Chef d'entreprise, maire par intérim                                |
| mars 2014                                | 31 décembre 2018      | Étienne Ménard             | SE        | Ingénieur process agroalimentaire retraité                          |
| Les données manquantes sont à compléter. |                       |                            |           |                                                                     |

### Liste des maires délégués
| Période         | Période     | Identité       | Étiquette | Qualité                                                 |
| --------------- | ----------- | -------------- | --------- | ------------------------------------------------------- |
| 10 janvier 2019 | 27 mai 2020 | Étienne Ménard | SE        | Retraité                                                |
| 27 mai 2020     | en cours    | Erick Masson   |           | Opérateur boucher, 1er adjoint au maire de Mesnil-Roc'h |

## Démographie
L'évolution du nombre d'habitants est connue à travers les recensements de la population effectués dans la commune depuis 1793. Pour les communes de moins de 10 000 habitants, une enquête de recensement portant sur toute la population est réalisée tous les cinq ans, les populations de référence des années intermédiaires étant quant à elles estimées par interpolation ou extrapolation. Pour la commune, le premier recensement exhaustif entrant dans le cadre du nouveau dispositif a été réalisé en 2008.
En 2016, la commune comptait 993 habitants, en évolution de +3,76 % par rapport à 2010 (Ille-et-Vilaine : +5,46 %, France hors Mayotte : +2,11 %).
| 1793 | 1800 | 1806 | 1821 | 1831 | 1836 | 1841 | 1846 | 1851 |
| ---- | ---- | ---- | ---- | ---- | ---- | ---- | ---- | ---- |
| 370  | 429  | 526  | 587  | 549  | 467  | 430  | 508  | 540  |

| 1856 | 1861 | 1866 | 1872 | 1876 | 1881 | 1886 | 1891 | 1896 |
| ---- | ---- | ---- | ---- | ---- | ---- | ---- | ---- | ---- |
| 492  | 521  | 529  | 540  | 572  | 590  | 580  | 611  | 629  |

| 1901 | 1906 | 1911 | 1921 | 1926 | 1931 | 1936 | 1946 | 1954 |
| ---- | ---- | ---- | ---- | ---- | ---- | ---- | ---- | ---- |
| 654  | 640  | 618  | 534  | 578  | 583  | 631  | 592  | 622  |

| 1962 | 1968 | 1975 | 1982 | 1990 | 1999 | 2006 | 2008 | 2013 |
| ---- | ---- | ---- | ---- | ---- | ---- | ---- | ---- | ---- |
| 610  | 620  | 681  | 716  | 644  | 621  | 813  | 868  | 988  |

| 2016 | - | - | - | - | - | - | - | - |
| ---- | - | - | - | - | - | - | - | - |
| 993  | - | - | - | - | - | - | - | - |

## Lieux et monuments

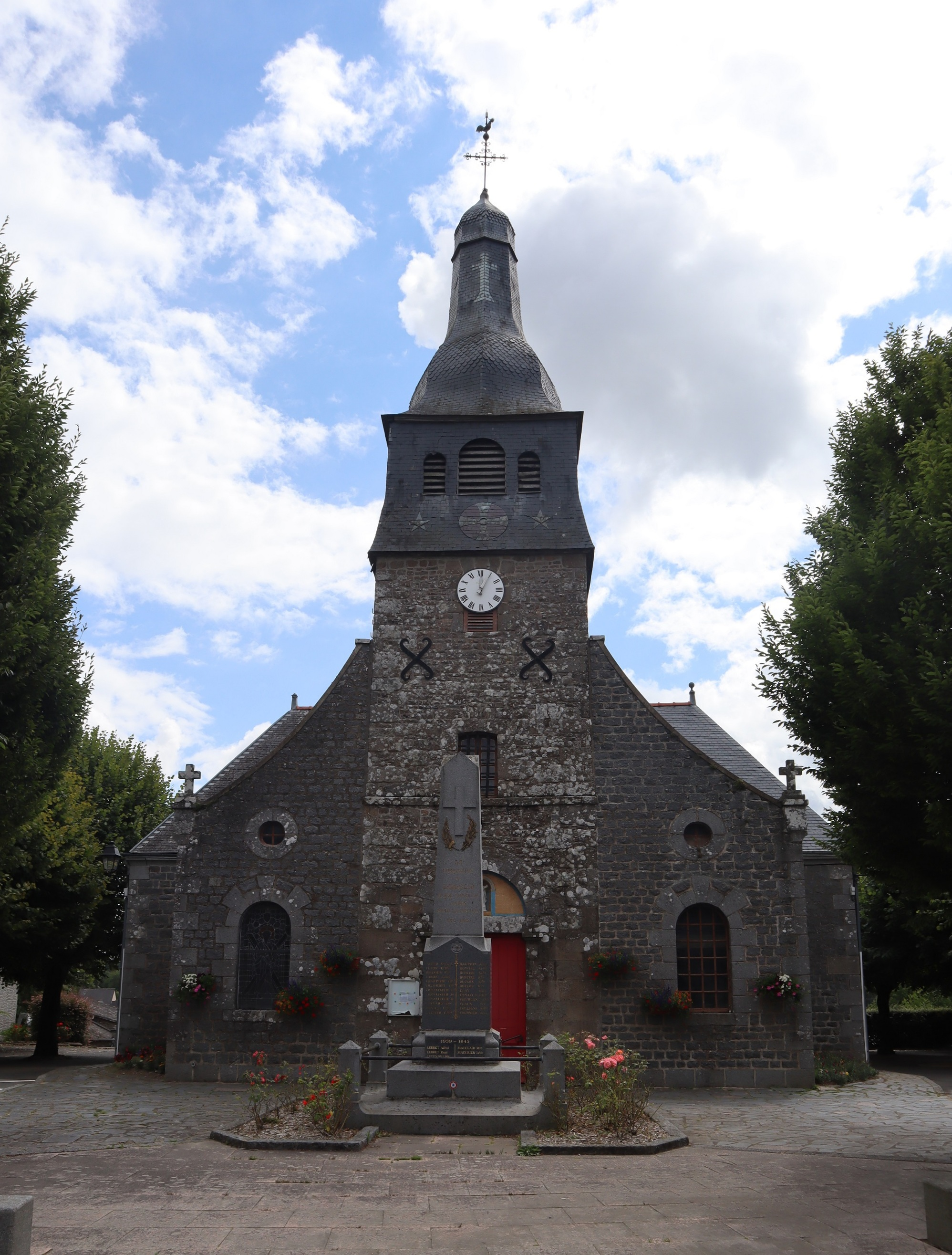
L'église paroissiale Saint-André.

- Église Saint-André, des XVIIIe et XXe siècles. Dans l'église se trouve une statue de Vierge noire faite en bois. Cette statue porte l'Enfant Jésus dans ses bras.
- Le manoir de la Vallée, situé dans le jardin de granit, autrefois nommée la Hallée.
- La maison du Poncet est sans doute la plus vieille maison du bourg de Lanhélin[37].